# Acção Realista
 (septembre 2022).
Acção Realista (traduit Action Réaliste en français), est un périodique portugais lancé le 22 mai 1924 par l'Acção Realista Portuguesa, une organisation royaliste basée sur l'intégralisme lusitanien et inspirée de l'Action française.

## Historique
Durant son essor, l'Acção Realista Portuguesa publia deux périodiques depuis Lisbonne : l'Acção Realista dirigé par Ernesto Gonçalves et A Voz Nacional du 8 décembre 1925 au 8 mars 1926 confié à Luís Chaves. D'autres journaux s'essaiment à travers le Portugal notamment Acção Algarvia (Silves), A Realeza (Vila Real), A Restauração (Coimbra), Académica (Porto) et O Município (Setúbal).
Entre avril et août 1926, João Ameal et Luís Chaves rejoignent la rédaction.

## Journalistes
- Ernesto Gonçalves
- João Ameal
- Cesar d'Oliveira
- Fernando Campos
- Bento Caldas
- Luis Chaves
- Alfredo Pimenta
- Caetano Beirão
- Laërtes de Figueiredo
- Luiz Costa
- Gastão de Matos
- Azevedo Neves
- Pinheiro Torres
- Antonio Cabral